# Suman Devi
Pour les articles homonymes, voir Devi.
Suman Devi Thoudam (en hindi : सुमन देवी तौदाम) est une joueuse de hockey sur gazon indienne. Elle évolue au poste de défenseure au Indian Oil Corporation Ltd. et avec l'équipe nationale indienne.

## Biographie
Suman est née le 16 juillet 1999 à Imphal dans l'état de Manipur.

## Carrière
Elle a fait ses débuts en équipe première en mars 2017 à Bhopal lors d'un quintuple match amical face à la Biélorussie.

## Palmarès
- : 2e au Champions Trophy d'Asie 2018.
- : 3e à la Ligue professionnelle 2021-2022.